# Yanglu
Yanglu (kinesiska: 养鹿) är en köping i sydvästra Kina. Den ligger i Yunyang härad i storstadsområdet Chongqing, omkring 250 kilometer nordost om det centrala stadsdistriktet Yuzhong. Antalet invånare är 11 987. Befolkningen består av 5 987 kvinnor och 6 000 män. Barn under 15 år utgör 25,0 %, vuxna 15-64 år 58 %, och äldre över 65 år 15,0 %.